# Flärken (Björna socken, Ångermanland, 706459-163107)
Flärken är en sjö i Örnsköldsviks kommun i Ångermanland och ingår i Gideälvens huvudavrinningsområde. Sjön har en area på 0,144 kvadratkilometer och ligger 217,1 meter över havet. Flärken ligger i Hemlingsån Natura 2000-område. Sjön avvattnas av vattendraget Hemlingsån.

## Delavrinningsområde
Flärken ingår i det delavrinningsområde (706435-163053) som SMHI kallar för Ovan 706449-163120. Medelhöjden är 281 meter över havet och ytan är 4,82 kvadratkilometer. Räknas de 43 avrinningsområdena uppströms in blir den ackumulerade arean 225,15 kvadratkilometer. Hemlingsån som avvattnar avrinningsområdet har biflödesordning 2, vilket innebär att vattnet flödar genom totalt 2 vattendrag innan det når havet efter 64 kilometer. Avrinningsområdet består mestadels av skog (65 procent). Avrinningsområdet har 0,14 kvadratkilometer vattenytor vilket ger det en sjöprocent på 3 procent.